# Javier Otxoa
Javier Otxoa Palacios, né le 30 août 1974 à Barakaldo et mort le 24 août 2018 à Alhaurín de la Torre, est un coureur cycliste espagnol.

## Biographie
Il devient professionnel en 1997 et le reste jusqu'en 2001. Il y remporte trois courses. Il obtient son plus grand succès en l'an 2000, sur les routes du Tour de France. Sur les hauteurs d'Hautacam, alors qu'il est échappé en solitaire depuis 160 km, il parvient à résister de justesse au retour de Lance Armstrong.
En février 2001, une voiture le renverse, ainsi que son frère jumeau Ricardo, durant un entraînement. Ricardo est tué tandis que Javier survit avec de graves séquelles. Il souffre de multiples fractures, 800 points de suture, il perd un demi-poumon et le nerf sciatique de la jambe gauche et passe 65 jours dans le coma en état de mort cérébrale. Il doit réapprendre à parler, à marcher, à lire, puis il reprend le cyclisme. 
En 2004, durant les Jeux paralympiques d'Athènes, il gagne une médaille d'or et une d'argent. Il continue ensuite sa carrière avec succès chez les paralympiques, remportant deux autres médailles aux Jeux paralympiques de 2008 à Pékin.
Il a également créé une fondation pour la recherche sur l'amélioration de la vie des personnes atteintes de lésions cérébrales comme lui.
Le 24 août 2018, à Alhaurín de la Torre, il meurt des suites d'une longue maladie à 43 ans.
Depuis 2019, le Circuit de Getxo s'appelle "Memorial Hermanos Otxoa" en son honneur et celui de son frère.

## Palmarès
- 1995
  - Circuito Sollube
  - 3e du Tour de Lleida
- 1996
  -  Champion d'Espagne sur route espoirs
  - Circuito Montañés
- 2000
  - 10e étape du Tour de France
  - Prueba Villafranca de Ordizia
  - 3e du Trofeo Magaluf-Palmanova
- 2004
  -  Champion paralympique de contre-la-montre CP3
  -  Médaillé d’argent de la poursuite individuelle CP3 aux Jeux paralympique de 2008
- 2008
  -  Champion paralympique de contre-la-montre CP3
  -  Médaillé d’argent de la course en ligne LC3-4/CP3 aux Jeux paralympique de 2008

## Résultats sur les grands tours

### Tour de France
2 participations
- 1999 : 86e
- 2000 : 13e, vainqueur de la 10e étape

### Tour d'Italie
1 participation
- 1998 : abandon